# Mark van Maedhros
De Mark van Maedhros is een gebied in Beleriand en komt voor in De Silmarillion van J.R.R. Tolkien.
De Mark van Maedhros lag in het noordoosten van Beleriand, ten zuiden van Lothlann en tussen de Ered Luin in het oosten en de hooglanden van Dorthonion in het westen.
Het gebied werd bewoond door Noldor onder leiding van Maedhros, de oudste zoon van Fëanor. Het voornaamste fort in de regio, Himring, stond in de westelijke heuvellanden.
Maehdros koos deze woonplaats om te verhinderen dat de legers van Morgoth een vrije doorgang naar Beleriand zouden hebben. De dienaren van Morgoth vielen de Mark vaak binnen, maar pas tijdens de Nirnaeth Arnoediad werd Himring zelf ingenomen.
Na de Oorlog van Gramschap werd het gebied, samen met de rest van Beleriand, door de zee verzwolgen. De top van Himring bleef echter boven de zee uitsteken, als een van de enige plaatsen in heel Beleriand.